# (36978) 2000 SL323
2000 SL323 (asteroide 36978) é um asteroide da cintura principal. Possui uma excentricidade de 0.15043070 e uma inclinação de 2.65185º.
Este asteroide foi descoberto no dia 28 de setembro de 2000 por LINEAR em Socorro.